# 屋乃啓人
屋乃 啓人（やの けいと）は、日本の漫画家。サークル名は「うつろ舟」。代表作は山白朝子の原作による『エムブリオ奇譚』、森見登美彦の原作による『ペンギン・ハイウェイ』。

## 来歴
2018年、『月刊コミックアライブ』（KADOKAWA）5月号より、森見登美彦の小説『ペンギン・ハイウェイ』のコミカライズの連載を開始。同作は小説ではなく、アニメ映画版のコミカライズとして描かれている。2019年2月、4月号にて連載を終了。同年9月、同誌11月号より透明な存在を望む男子と目立つ女子による青春を描いた『明日世界滅亡しないかな』の連載を開始し、2020年4月号にて完結を迎える。
商業での活動を休止し、Twitterや電子書籍での個人出版で作品を発表。その間、単行本の刊行や連載の話が持ちかけられるも、屋乃は断りを入れていた。しかし、KADOKAWAの担当の石村の説得により、2022年1月に『スレチガイも恋のうち ―屋乃啓人ショートコミック詰め合わせ！―』を刊行。

## 作品リスト
- エムブリヲ奇譚（原作：山白朝子、全1巻）
- ペンギン・ハイウェイ（原作：森見登美彦、『月刊コミックアライブ』2018年5月号[4] - 2019年4月号[6]、全3巻）
- 明日世界滅亡しないかな（『月刊コミックアライブ』2019年11月号[7] - 2020年4月号[9]、全1巻[8]）
- 出禁探偵 〜クララが来たりて謎を解く？？？〜（「やわらかスピリッツ」[12]2019年10月28日[13] - 2020年5月18日[14]、『ビッグコミックスピリッツ』2020年9号[15]、全2巻）
- 推しが思い出になる前に（『たとえばこんな恋愛様式 恋愛ショートアンソロジーコミック』、KADOKAWA、2021年[16]） - 『スレチガイも恋のうち ―屋乃啓人ショートコミック詰め合わせ！―』にも収録[17]。
- 『スレチガイも恋のうち ―屋乃啓人ショートコミック詰め合わせ！―』KADOKAWA、2022年1月27日発売[11]
  - 世話焼きな死神の話[11]
  - すれ違いラブコメ[11] - Twitterでも発表[18]。
  - 殺し屋少女の恋愛試験[19]
  - 小さい彼氏はときめかせたい[19]
  - いじわるなぞなぞのラブコメ[19]
  - 女子高生探偵 クララさんの事件帖[19]
  - 少年漫画でよくあるやつ[19]
  - 明日世界が滅亡しないかな スピンオフ[19]
  - ひまわり[19]
  - 氷の魔女先輩[17]
  - 人間兵器ちゃん[17]
  - 夢[17]
  - 幼い頃に使えた魔法と、不思議な手の像[17]
  - 日記漫画[17]
- クエスト無双ーオレだけが使えるチートスキルー（原作：レオナールD、作画：おっweee、『booklistaSTUDIOweb』2022年8月31日 - ） - ネーム構成・キャラクターデザイン担当[20]